# Regierung Deakin III
Die Regierung Deakin III war die siebte Regierung von Australien. Sie amtierte vom 2. Juni 1909 bis zum 29. April 1910.
Vorgänger war eine Minderheitsregierung der Labor Party unter Premierminister Andrew Fisher. Nach einer Abstimmungsniederlage im Parlament am 27. Mai 1909 bat Fisher den Generalgouverneur Earl of Dudley um die Auflösung des Parlaments, was dieser jedoch ablehnte. Nach dem Rücktritt Fishers bildete Alfred Deakin eine neue Regierung. Sie bestand aus Ministern der neu gegründeten Commonwealth Liberal Party (auch The Fusion genannt), die 1909 aus dem Zusammenschluss von Protectionist Party und Free Trade Party entstand. Bei der Parlamentswahl am 13. April 1910 erlitt die Liberale Partei eine Niederlage, Labor erhielt 43 von 75 Sitzen im Repräsentantenhaus und stellte auch im Senat eine absolute Mehrheit. Fisher wurde erneut Premierminister einer Labor-Regierung.

## Ministerliste
| Amt                                 | Minister        | Amtszeit                      | Bild |
| ----------------------------------- | --------------- | ----------------------------- | ---- |
| Premierminister                     | Alfred Deakin   | 2. Juni 1909 – 29. April 1910 |      |
| Verteidigung                        | Joseph Cook     | 2. Juni 1909 – 29. April 1910 |      |
| Schatzminister                      | John Forrest    | 2. Juni 1909 – 29. April 1910 |      |
| Minister für Handel und Zölle       | Robert Best     | 2. Juni 1909 – 29. April 1910 |      |
| Außenminister                       | Littleton Groom | 2. Juni 1909 – 29. April 1910 |      |
| Generalstaatsanwalt                 | Patrick Glynn   | 2. Juni 1909 – 29. April 1910 |      |
| Generalpostmeister                  | John Quick      | 2. Juni 1909 – 29. April 1910 |      |
| Innenminister                       | George Fuller   | 2. Juni 1909 – 29. April 1910 |      |
| Vizepräsident des Executive Council | Edward Millen   | 2. Juni 1909 – 29. April 1910 |      |
| Minister ohne Portfolio             | Justin Foxton   | 2. Juni 1909 – 29. April 1910 |      |